# Am Mellensee
Am Mellensee ist eine amtsfreie Gemeinde im Landkreis Teltow-Fläming in Brandenburg.

## Geografie
Die Gemeinde Am Mellensee befindet sich etwa 40 km (Luftlinie) südlich von Berlin-Mitte und grenzt an die Stadt Trebbin im Nordwesten, die Stadt Zossen im Nordosten und Osten, die Stadt Baruth/Mark im Südosten und die Gemeinde Nuthe-Urstromtal im Südwesten und Westen. Jeweils an den Grenzen der Gemeinden liegen Heegesee, Mellensee, Neuendorfer See und Schulzensee.

## Gemeindegliederung
Für die Gemeinde Am Mellensee sind nach ihrer Hauptsatzung acht Ortsteile ausgewiesen:
- Gadsdorf
- Klausdorf mit dem Wohnplatz Hanschenland
- Kummersdorf-Alexanderdorf mit den Wohnplätzen Alexanderdorf und Kummersdorf
- Kummersdorf-Gut
- Mellensee
- Rehagen mit dem Wohnplatz Waldkater
- Saalow
- Sperenberg mit den Wohnplätzen Fernneuendorf und Mönninghausen

## Geschichte
Die Geschichte der Gemeinde Am Mellensee ist im Grunde die Geschichte der Einzelgemeinden, die im Mittelalter alle zur Herrschaft Zossen gehörten. Mit dem Aufkommen der Kreisgliederung der Mark Brandenburg im 17. Jahrhundert kamen die Gemeinden zum Kreis Teltow, der 1952 aufgelöst wurde. Alle Gemeinden kamen zum Kreis Zossen (1990 bis 1993 Landkreis Zossen). Bis 1974 existierten auf dem Gemeindegebiet noch zehn eigenständige Gemeinden. 1974 schlossen sich Kummersdorf und Alexanderdorf zur Gemeinde Kummersdorf-Alexanderdorf zusammen, und Fernneuendorf wurde nach Sperenberg eingemeindet. Am 6. Dezember 1993 ging der Landkreis Zossen im Landkreis Teltow-Fläming auf.
Zum 1. Juni 1992 schlossen sich die acht Gemeinden Gadsdorf, Klausdorf, Kummersdorf-Alexanderdorf, Kummersdorf-Gut, Mellensee, Rehagen, Saalow und Sperenberg zum Amt Am Mellensee zusammen. Sitz der Amtsverwaltung war Sperenberg.
Im Zuge der kommunalen Neuordnung des Landes Brandenburg schlossen sich sechs der Gemeinden des Amtes Amt Mellensee – Klausdorf, Kummersdorf-Alexanderdorf, Kummersdorf-Gut, Mellensee, Rehagen und Sperenberg – am 1. Februar 2002 freiwillig zur zunächst noch amtsangehörigen Gemeinde Am Mellensee zusammen. Danach bestand das Amt Am Mellensee nurmehr aus drei Gemeinden. Zum Abschluss der Gemeindegebietsreform wurden mit Wirkung zum 26. Oktober 2003 die Gemeinden Gadsdorf und Saalow per Gesetz in die Gemeinde Am Mellensee eingegliedert. Das Amt Am Mellensee wurde zum 26. Oktober 2003 aufgelöst, die Gemeinde Am Mellensee amtsfrei.
Die Gemeindezusammenschlüsse und Eingemeindungen in der Übersicht:
| Ehemalige Gemeinde        | Datum            | Anmerkung                                                      |
| ------------------------- | ---------------- | -------------------------------------------------------------- |
| Alexanderdorf             | 1. Januar 1974   | Zusammenschluss mit Kummersdorf zu Kummersdorf-Alexanderdorf   |
| Fernneuendorf             | 1. April 1974    | Eingemeindung nach Sperenberg                                  |
| Gadsdorf                  | 26. Oktober 2003 |                                                                |
| Klausdorf                 | 1. Februar 2002  |                                                                |
| Kummersdorf               | 1. Januar 1974   | Zusammenschluss mit Alexanderdorf zu Kummersdorf-Alexanderdorf |
| Kummersdorf-Alexanderdorf | 1. Februar 2002  |                                                                |
| Kummersdorf-Gut           | 1. Februar 2002  |                                                                |
| Mellensee                 | 1. Februar 2002  |                                                                |
| Rehagen                   | 1. Februar 2002  |                                                                |
| Saalow                    | 26. Oktober 2003 |                                                                |
| Sperenberg                | 1. Februar 2002  |                                                                |

## Bevölkerungsentwicklung
| Jahr | Einwohner |
| ---- | --------- |
| 2002 | 5 902     |
| 2005 | 6 695     |
| 2010 | 6 479     |
| 2015 | 6 628     |
| 2020 | 6 946     |

| Jahr | Einwohner |
| ---- | --------- |
| 2021 | 6 965     |
| 2022 | 7 083     |
| 2023 | 7 215     |
| 2024 | 7 224     |

Gebietsstand des jeweiligen Jahres, Einwohnerzahl: Stand 31. Dezember, ab 2011 auf Basis des Zensus 2011, ab 2022 auf Basis des Zensus 2022

## Politik

### Gemeindevertretung
Die Gemeindevertretung von Am Mellensee besteht aus 18 Gemeindevertretern und dem hauptamtlichen Bürgermeister. Die Kommunalwahl am 9. Juni 2024 führte zu folgendem Ergebnis:
| Partei/Wählergruppe                  | Stimmenanteil 2024 | Sitze 2024 |        | Stimmenanteil 2019 | Sitze 2019 |
| ------------------------------------ | ------------------ | ---------- | ------ | ------------------ | ---------- |
| Unabhängige Wählergemeinschaft       | 23,7 %             | 4          | 32,1 % | 6                  |            |
| AfD                                  | 21,5 %             | 4          | 12,6 % | 1                  |            |
| CDU                                  | 21,1 %             | 4          | 19,1 % | 3                  |            |
| 3punkt0 – gemeinsam für Am Mellensee | 16,6 %             | 3          | –      | –                  |            |
| SPD                                  | 08,9 %             | 2          | 12,1 % | 2                  |            |
| Die Linke                            | 05,3 %             | 1          | 13,8 % | 3                  |            |
| Bündnis 90/Die Grünen                | 02,9 %             | –          | 05,3 % | 1                  |            |
| Freie Wähler Am Mellensee            | –                  | –          | 05,0 % | 1                  |            |
| Gesamt                               | 100 %              | 18         | 100 %  | 17                 |            |
| Wahlbeteiligung                      | 71,5 %             | 71,5 %     | 62,9 % | 62,9 %             |            |

Der Stimmenanteil der AfD bei der Wahl 2019 entsprach zwei Sitzen, von denen einer unbesetzt blieb, da die Partei nur einen Kandidaten zur Wahl aufgestellt hatte.

### Bürgermeister
- 2003–2007: Manfred Donath (SPD)[10] (Rücktritt wegen Krankheit)
- 2007–2023: Frank Broshog (parteilos)[11]
- ab 2023: Tobias Krüger (parteilos)

Broshog wurde in der Bürgermeisterwahl am 20. September 2015 mit 61,9 % der gültigen Stimmen in seinem Amt bestätigt. In der Bürgermeisterstichwahl am 24. September 2023 wurde Tobias Krüger mit 63,0 % der gültigen Stimmen für eine Amtszeit von acht Jahren zu seinem Nachfolger gewählt.

## Sehenswürdigkeiten

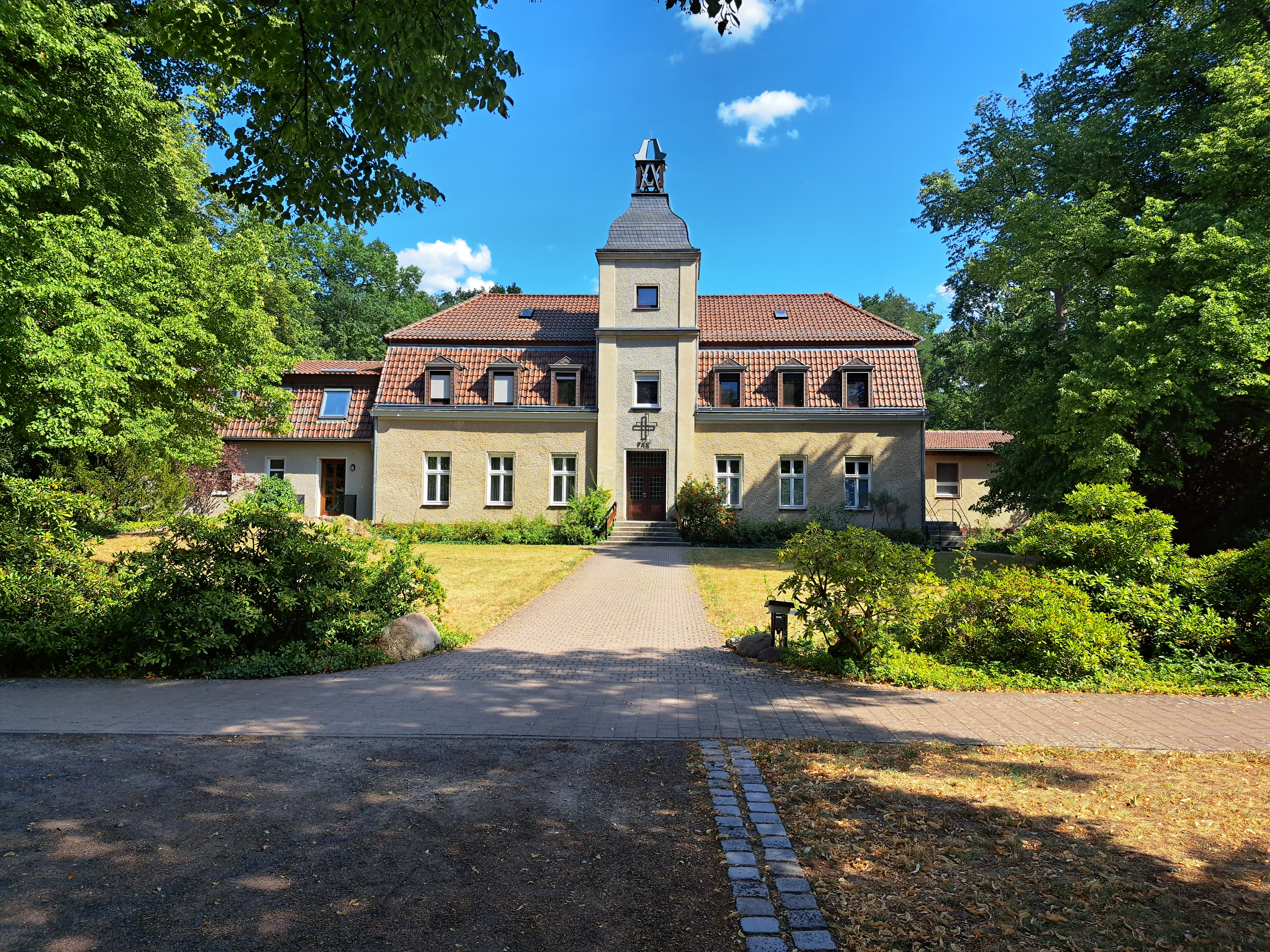
Benediktinerinnenabtei St. Gertrud in Alexanderdorf

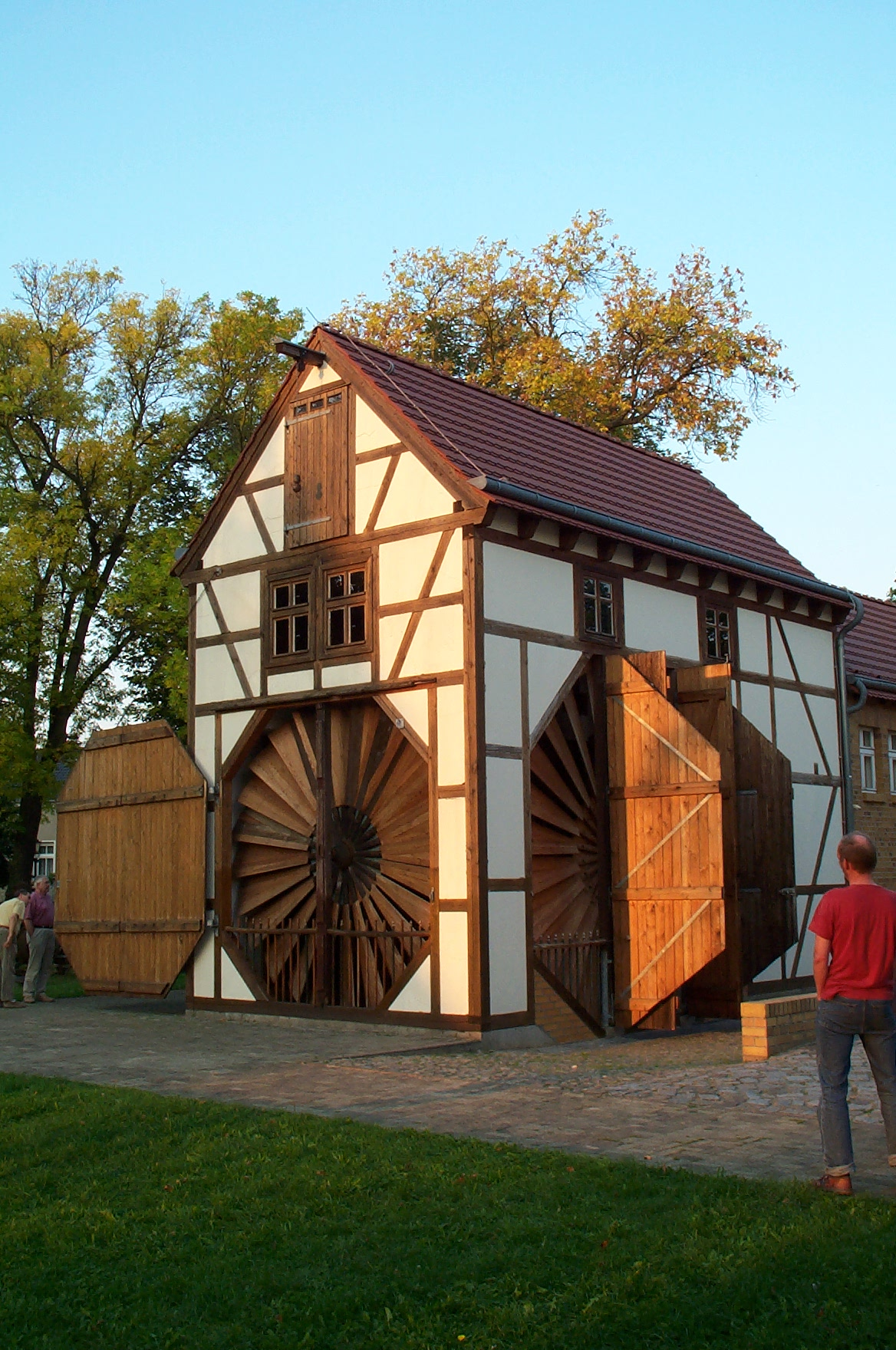
Scheunenwindmühle Saalow

- Dorfkirche Sperenberg, entstand in den Jahren 1752 und 1753 nach Plänen des Landbaumeisters Georg Friedrich Berger. Im Innern befinden sich zwei Altarleuchter eines Hamburger Reeders aus dem Jahr 1612 sowie ein Holzkreuz des Sperenberger Bildhauers Egon Liebold.
- Benediktinerinnenabtei St. Gertrud in Alexanderdorf, einziges nachreformatorisches Benediktinerinnen-Kloster in Brandenburg, 1934 gegründet und 1984 zur Abtei erhoben
- Scheunenwindmühle Saalow, bei der der Antriebswind direkt durch das Mühlengebäude hindurchströmt, in ihrer Art weltweit einmalig
- Paltrockwindmühle Saalow, abgewandelte Bockwindmühle, bei der das Mühlengebäude auf einen Rollenkranz gelegt wurde
- Gutshaus Sperenberg, zweigeschossiger, siebenachsiger Putzbau, 1914 errichtet
- Heldenfriedhof Mellensee für Gefallene der Befreiungskriege 1813[15]
- Lazarettfriedhof Saalow, Kriegsgräberstätte von Opfern des Zweiten Weltkriegs
- Denkmalsplatz in Klausdorf
- Originalpflasterung der Ebereschenallee aus Hartbrandziegeln
- Strandbad Klausdorf

In der Liste der Baudenkmale in Am Mellensee und der Liste der Bodendenkmale in Am Mellensee stehen die in der Denkmalliste des Landes Brandenburg eingetragenen Kulturdenkmale.
Naturdenkmale
Siehe Liste der Naturdenkmale in Am Mellensee

## Wirtschaft und Infrastruktur

### Verkehr
Durch das Gemeindegebiet verlaufen die Landesstraßen L 70 (Trebbin–Dahme/Mark), L 74 (Sperenberg–Wünsdorf) und L 79 (Klausdorf–Ludwigsfelde). Die nächstgelegenen Autobahnanschlussstellen sind Ludwigsfelde-Ost und Rangsdorf an der A 10 (südlicher Berliner Ring) bzw. Bestensee an der A13 (Berlin–Dresden).

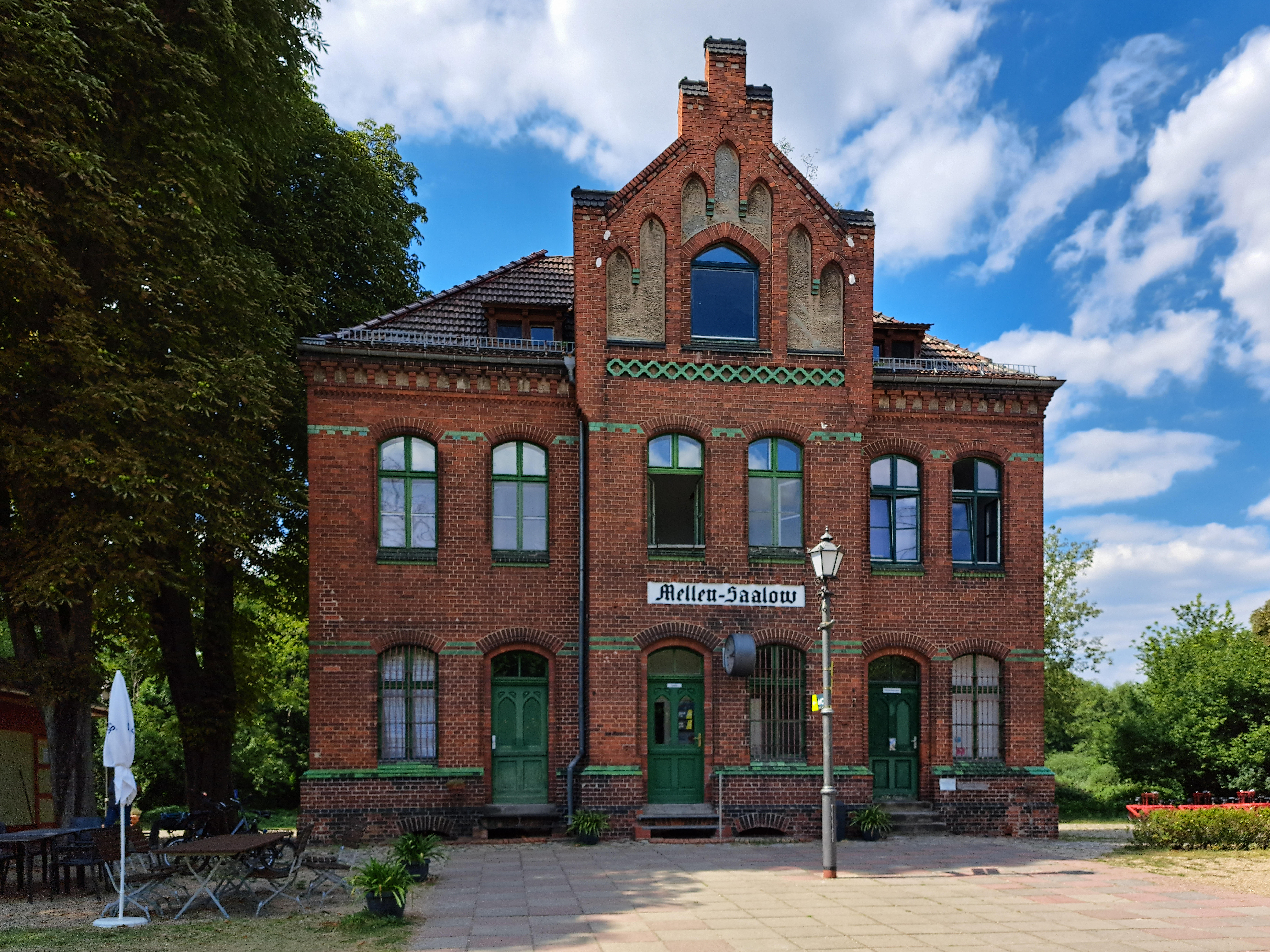
Bahnhof Mellen-Saalow

Die Bahnhöfe Mellensee, Rehagen, Sperenberg und Kummersdorf Gut liegen an der Bahnstrecke Zossen–Jüterbog. Der Personenverkehr wurde 1996 beziehungsweise 1998 eingestellt. Seit 2003 verkehren auf den Gleisen der ehemaligen K. M. E. (Königlich Preußische Militär-Eisenbahn) Draisinen der Erlebnisbahn Zossen–Jänickendorf.

### Tourismus
Im Ort befindet sich am Nottekanal eine Schleusenanlage, die 2013 modernisiert worden ist. Wassersportler können dadurch auf dem Wasserweg bis nach Berlin gelangen. Die rund 25 km lange Draisinenbahn Zossen–Jänickendorf führt über das Gemeindegebiet direkt am Nottekanal entlang. Auf dem Mellensee ist Wassersport möglich. Der Wassersportclub am Mellensee e. V. wurde am 1. Februar 2008 gegründet. Auf dem See werden im Sommer Rundfahrten mit einem Grachtenboot angeboten. Der Mellensee ist außerdem ein beliebtes Angelrevier. Im Ortsteil Mellensee gibt es noch hauptberufliche Fischer bzw. Fischereibetriebe.
In den letzten Jahren wurde auch das Netz der Wanderwege auf dem Gemeindegebiet ausgebaut.

## Persönlichkeiten

### Söhne und Töchter der Gemeinde
- Bartholomäus Krüger (um 1540–nach 1597), Schriftsteller, geboren in Sperenberg
- Ernst Meyer (1869–1914), Feldjäger, Oberförster und  Landtagsabgeordneter, geboren in Kummersdorf
- Franz Noack (1901–1979), Widerstandskämpfer gegen das NS-Regime, geboren in Sperenberg
- Adele Stolte (1932–2020), Sängerin, geboren in Sperenberg

### Mit der Gemeinde verbundene Persönlichkeiten
- Josef Hafrang (1911–1995), Politiker (SED), lebte in Mellensee
- Uwe Dittmer (1934–2020), Pfarrer in Sperenberg
- Jochen Oehler (1942–2017), Verhaltens- und Neurobiologe, lebte in Mellensee